# Heilig-Kreuz-Kirche (Halle)

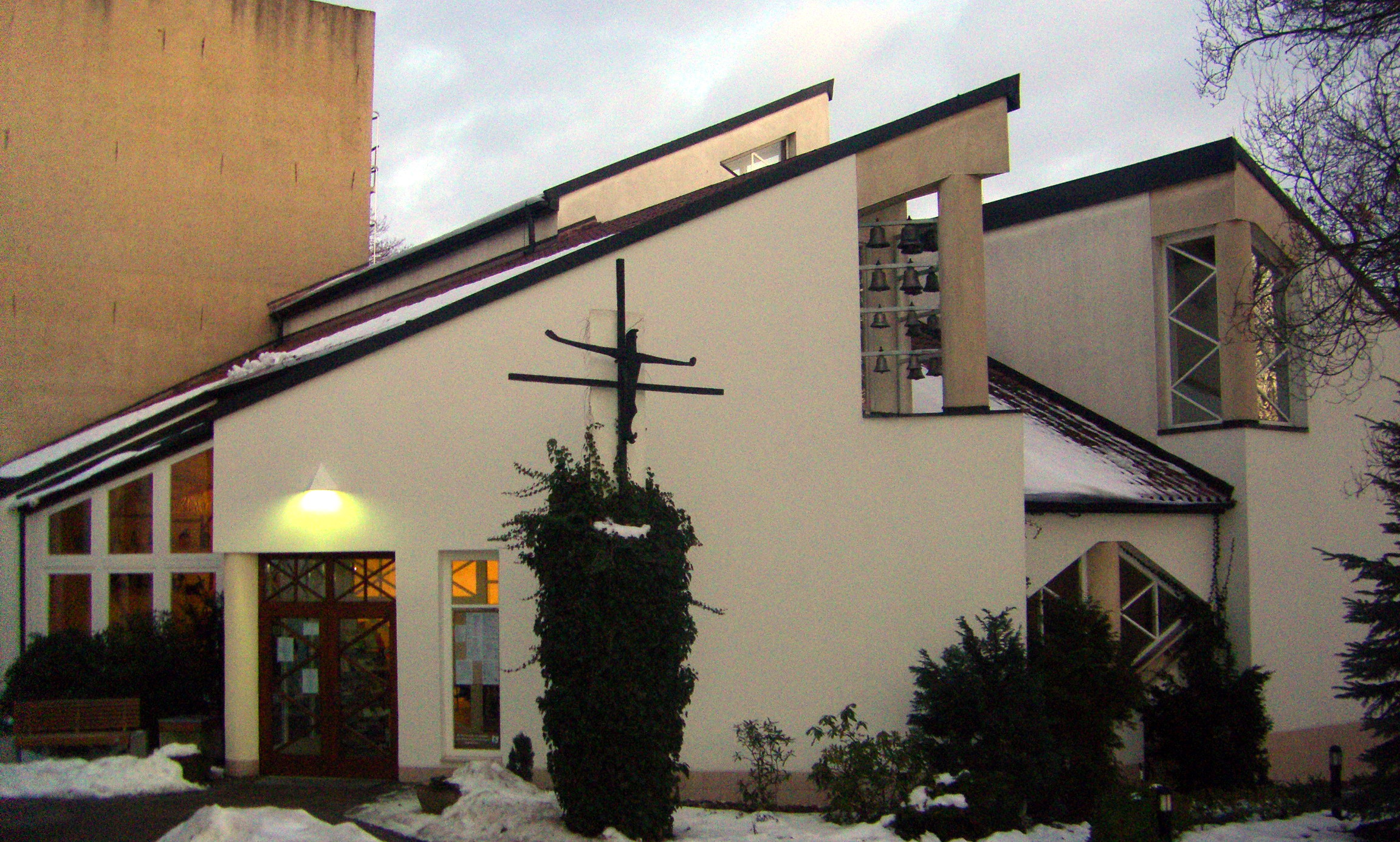
Heilig-Kreuz-Kirche

Die Heilig-Kreuz-Kirche in Halle (Saale) ist eine katholische Pfarrkirche, die von 1990 bis 1991 errichtet wurde. Sie ersetzte die an gleicher Stelle 1965/66 errichtete Vorgängerkirche.

## Geschichte
Nachdem im Zuge der Flucht und Vertreibung Deutscher aus Mittel- und Osteuropa in Halle die Zahl der Katholiken erheblich angestiegen war, wurde 1955 die Kirchengemeinde Hl. Kreuz begründet. Friedhelm Wortmann (1918–2010), zuvor in der Kuratie Dähre tätig, war ihr erster Kuratus. Im Herbst 1964 musste Wortmann aus politischen Gründen Halle verlassen und nach Westdeutschland wechseln, er wurde dort Pfarrer der St.-Ansgar-Kirche in Minden in Nordrhein-Westfalen.
1966 erfolgte die Erhebung der Kuratie Hl. Kreuz, die bisher zur Pfarrei St. Franziskus und Elisabeth in Halle gehörte, zur selbstständigen Pfarrei.
1966 wurde auch eine zunächst als Betsaal deklarierte erste Kirche errichtet, sie entstand nach Plänen des Architekten Max Kropp durch Umbau eines Pferdestalls. Am 3. April 1966 (Palmsonntag) wurde sie eingeweiht.
Die Heilig-Kreuz-Kirche ist seit 1988 Mitglied der Nagelkreuzgemeinschaft.
Die Planung der heutigen Kirche begann bereits Ende der 1980er Jahre und fällt damit in die Zeit der DDR, in der Kirchenneubauten aus politischen Gründen nur schwer möglich waren. Im Juli 1990 wurde die Vorgängerkirche abgerissen. Ende 1990 erfolgte die Grundsteinlegung für den Neubau, der am 4. Adventssonntag 1991 eingeweiht wurde.
Am 1. März 2006 wurde der Gemeindeverbund „Heilig Kreuz – St. Norbert – Halle-Dölau – Löbejün – Ostrau – Wettin – Zappendorf“ („Halle Nord“) gegründet, zu dem von da an die Hl.-Kreuz-Kirche gehörte. Damals gehörten zur Pfarrei Hl. Kreuz rund 1.100 Katholiken.
Am 21. Juni 2009 entstand aus dem Gemeindeverbund die Pfarrei „Halle-Nord“.
Am 13. November 2014 bekam die Pfarrei „Halle-Nord“ ihren heutigen Namen „Carl Lampert“. Carl Lampert war ein katholischer Priester, der am 13. November 1944 von den Nationalsozialisten hingerichtet wurde. Seine Hinrichtung erfolgte im Zuchthaus Roter Ochse in Halle, das sich auf dem Gebiet der Pfarrei „Carl Lampert“ befindet. Am 13. November 2011 wurde Carl Lampert in der Stadtpfarrkirche St. Martin in Dornbirn (Österreich) von Kardinal Angelo Amato seliggesprochen.
Die Pfarrei „Carl Lampert“ gehört zum Dekanat Halle (Saale) im Bistum Magdeburg, zu ihr gehören außer der Hl.-Kreuz-Kirche in Halle auch die Kirchen Maria Königin und St. Norbert in Halle, sowie St. Joseph in Löbejün, St. Michael in Ostrau, St. Petrus in Wettin und St. Elisabeth in Zappendorf.

## Architektur
Die Kirche steht auf dem Grundstück Gütchenstraße 21, sie wurde nach Entwürfen von Ralf Niebergall und Sigrid Schaller errichtet. Der Baukörper hat eine kristalline Form mit einem verhältnismäßig niedrigen zentralen Innenraum, der mit einem beidseitig tief heruntergezogenen Pultdach gedeckt ist. Die Dachkonstruktion ist im Inneren offen, so dass die Sparren und Dachbalken sichtbar sind. Zwischen zwei Längsbindern des Daches befindet sich ein Lichtgaden über die gesamte Länge der Kirche. Der Kirche kommt unter den Planungsvoraussetzungen in der DDR experimenteller Rang zu.